# شيري هولمان
شيري هولمان (بالإنجليزية: Sheri Holman)‏ (1 يونيو 1966، مقاطعة هانوفر في الولايات المتحدة)؛ كاتِبة ومؤلِّفة، كاتبة سيناريو وروائية أمريكية. درست في كلية وليام وماري.